# Stretto di Markham
Lo stretto di Markham o canale di Markham (in inglese Markham Sound; in russo пролив Мархама?, proliv Marchama) è uno tratto di mare situato nell'arcipelago Terra di Francesco Giuseppe, in Russia. È parte del mare di Barents. Amministrativamente si trova nell'Oblast' di Arcangelo del Distretto Federale Nordoccidentale. 
Lo stretto è stato scoperto e nominato durante la spedizione austro-ungarica al polo nord (1872-1874). Ha preso il nome dell'ammiraglio britannico ed esploratore polare sir Albert Hastings Markham.

## Geografia
Lo stretto si trova nella parte centrale dell'arcipelago; divide le isole di Luigi, Hayes e Champ (a nord-est) dal quelle di Nansen, Bromwich, Alger e Hall (a sud). A ovest lo stretto inizia dal canale Britannico e termina nello stretto Austriaco. La lunghezza dello stretto è di 45 miglia per un minimo di 4,5 di larghezza. La profondità conosciuta va dalle 80 alle 380 braccia.